# Райнфалль
Райнфалль (нем. Rheinfall) — водопад на реке Рейн в Швейцарии, на границе кантонов Шаффхаузен (коммуна Нойхаузен-ам-Райнфалль) и Цюрих (коммуна Лауфен-Увизен). Райнфалль считается самым большим равнинным водопадом в Европе. Высота водопада — 23 м, ширина — 150 м. Средний расход воды зимой — 250 м³/с, летом — 700 м³/с, средний — 595 м³/с.

## Геология
Геологические процессы, приведшие к возникновению водопада, начались во время ледникового периода. В связи с всеобщим похолоданием, около 500 тыс. лет назад на этой территории возникли ледники, которые и сформировали сегодняшний ландшафт. Около 200 тыс. лет назад Рейн протекал от Шаффхаузена на запад через Клетгау. Это старое русло затем было заполнено гравием. Приблизительно 120 тыс. лет назад Рейн повернул на юг от Шаффхаузена и образовал новое русло, которое затем тоже было заполнено гравием. Сегодня Рейн частично протекает по древнему руслу. Во время последнего ледникового периода Рейн сместился на юг к своему сегодняшнему руслу на твёрдом основании, состоящем из юрских известняков. Постепенно река размывала твёрдые известняковые породы и податливый гравий, в результате чего 17-14 тыс. лет назад водопад приобрёл сегодняшнюю форму. Скалы в центре водопада — это остатки бывшего скалистого берега реки, размытого водой. Эрозия не сильно сказалась на этих скалах, так как в течении реки ниже Боденского озера количество взвеси незначительно.

## Промышленность

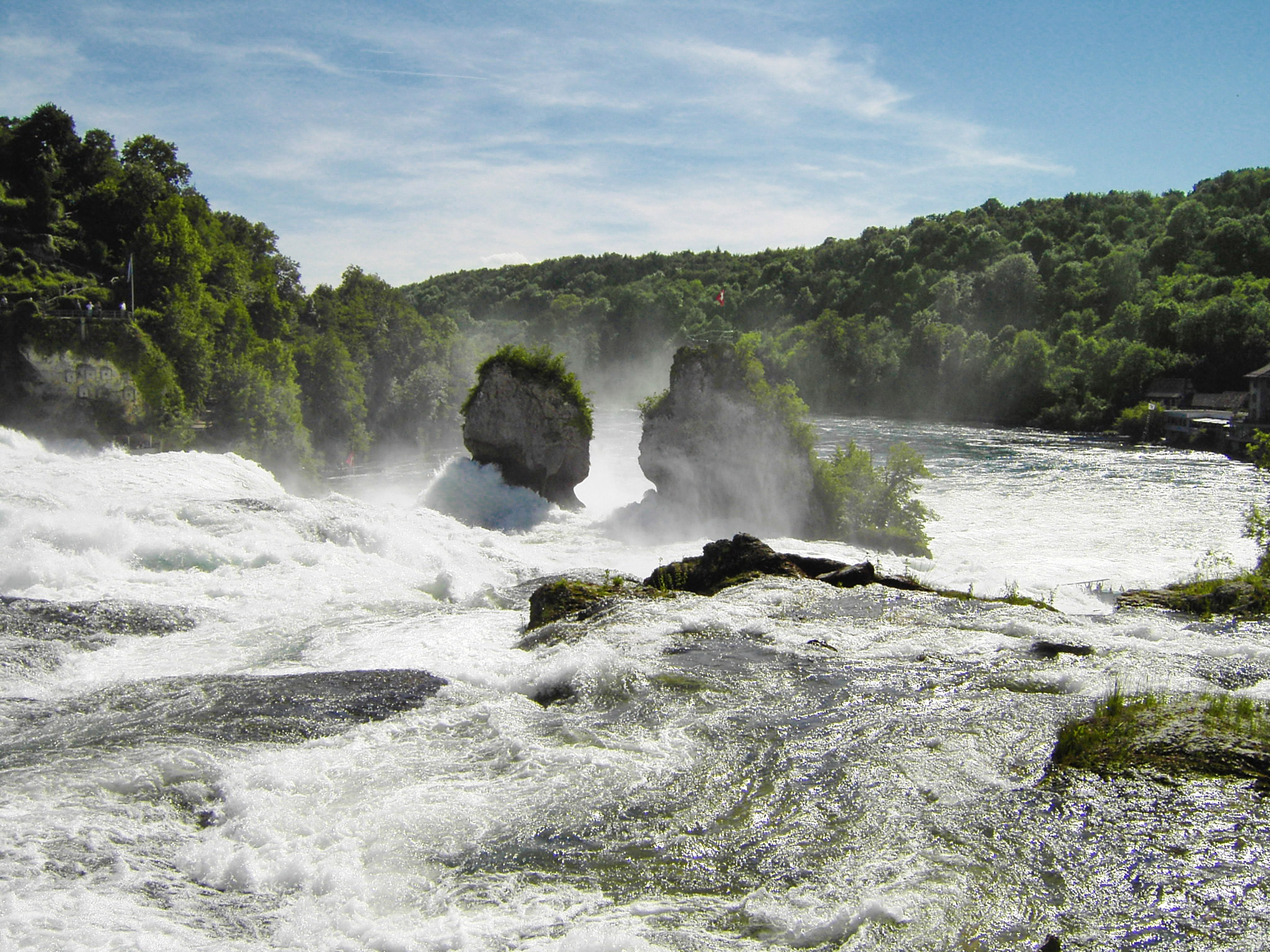
Водопад сверху по течению

С давних времён в северной части водопада располагались водяные мельницы. В XVII веке справа от водопада была построена доменная печь для плавки железной руды, которая просуществовала до первой половины XIX века. В 1887 году металлургический завод выступил с предложением использовать от одной пятой до половины течения реки для генерации электроэнергии. Швейцарский Альпийский Клуб и ряд научных обществ отклонили это предложение. В 1913 году был объявлен международный конкурс на лучший план судоходного пути между Базелем и Боденским озером. В 1919 году директор компании, владеющей электростанциями в северной Швейцарии, заявил, что строительство электростанции на Райнфалле «должно служить всеобщим экономическим интересам». В 1944 году Швейцарский парламент одобрил строительство будущей электростанции. Разрешение вступило в силу 1 февраля 1948 года, а строительство должно было начаться в 1952 году. Но в 1951 году инициативная группа Нового Швейцарского Общества собрала 150 тыс. подписей против этого строительства. Среди подписавшихся было 49 известных граждан, включая Германа Гессе и Карла Якоба Буркхарда. Таким образом, проект строительства электростанции не был реализован. Однако в настоящее время на водопаде имеется небольшая электростанция «Нойхаузен» мощностью 4.6 МВт построенная в 1948—51 годах, которая использует только 25 м³/с воды, вырабатывая лишь 40 млн Вт·ч электроэнергии, при этом максимальная мощность водопада составляет около 120 МВт.

## Туризм

Райнфалль со стороны Швейцарии. Апрель 2016

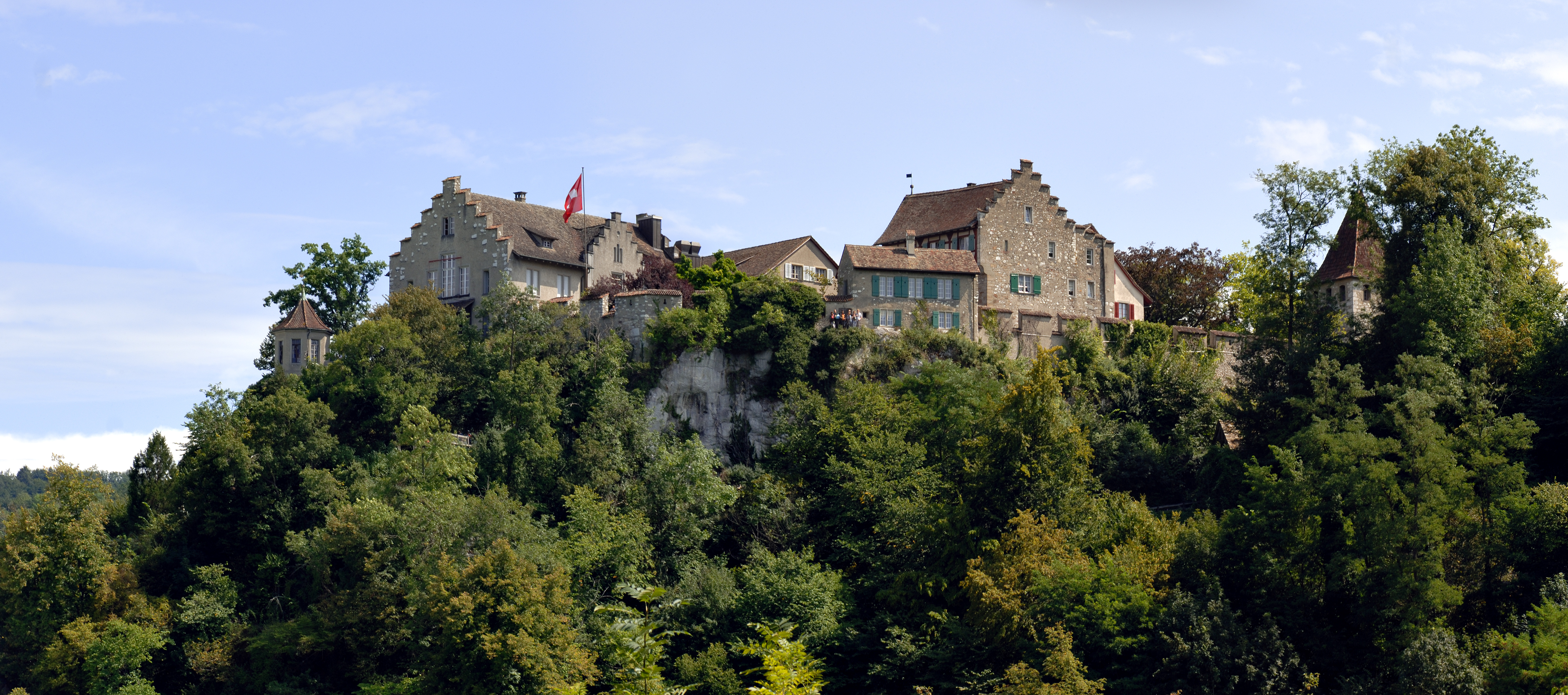
Замок Лауфен

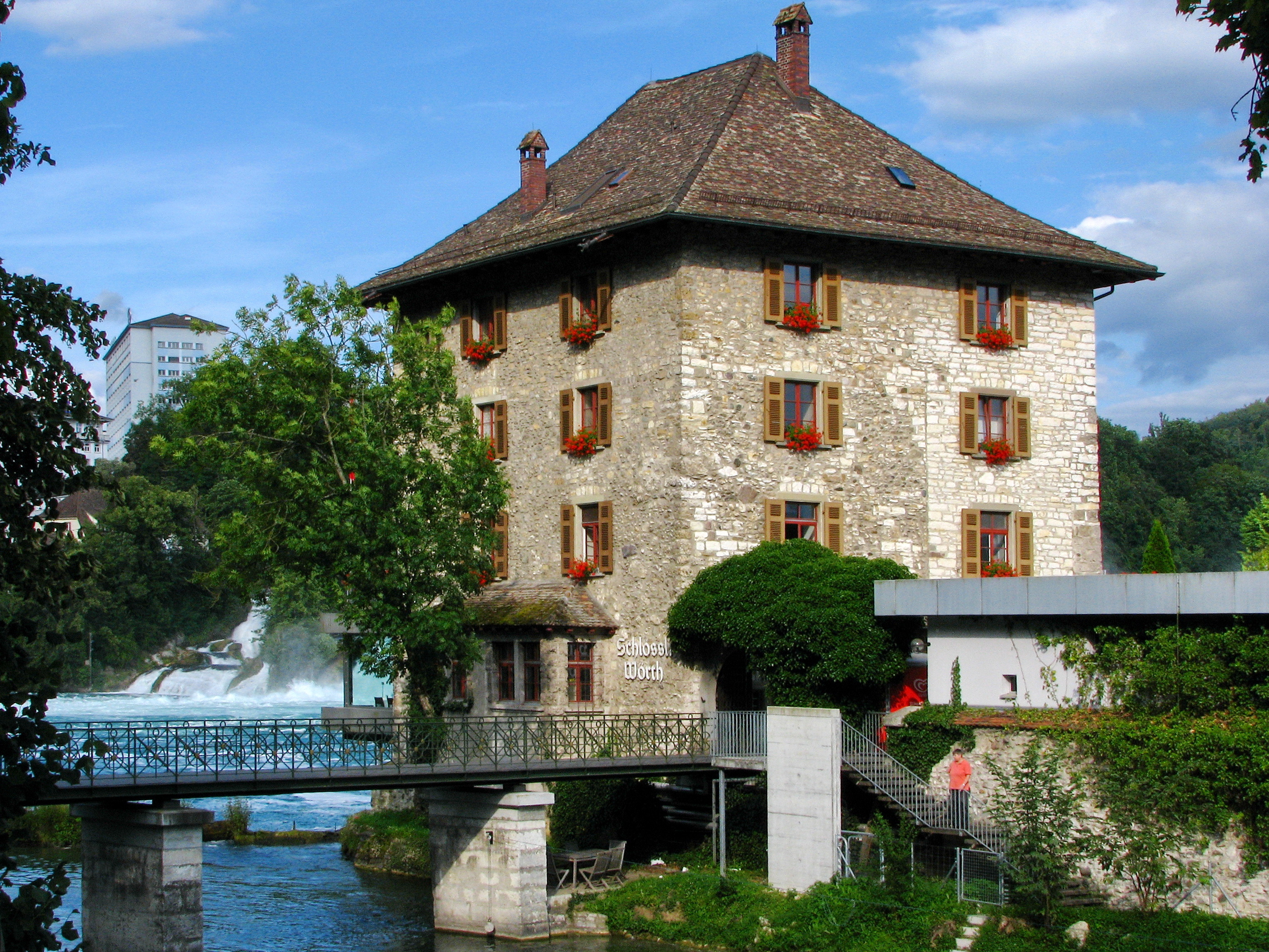
Замок Вёрт

Райнфалль является популярным туристическим объектом. У водопада расположено несколько смотровых площадок. Главная смотровая площадка находится на скале в центре водопада, куда можно попасть на туристической лодке. Лодочный причал находится у замка Вёрт снизу по течению водопада. Также туристы могут посетить расположенный на другом берегу замок Лауфен.
Немецкий поэт Эдуард Мёрике так описал водопад: «О, путешественник, будь осторожен и держи своё сердце крепко в руках — Я почти потерял своё от радости созерцания мощной игры огромных масс падающей и разбивающей поверхность воды».